# Bandeira de Campo Largo (Paraná)
A Bandeira de Campo Largo é um dos símbolos oficiais do município, ao lado do brasão e do hino. Foi oficializada por força da lei ordinária municipal nº 167, de 24 de dezembro de 1969. É possível reproduzir a bandeira de Campo Largo em bandeirolas feitas de papel em efemérides comemorativos, sempre em obediência aos seus módulos e suas cores.
É uma tricolor aleatória com azul, branco e vermelho com o brasão colocado no centro do quadrado. A bandeira atual foi adotada em 1969, com desenho de Arcinoé Antonio Peixoto de Faria, durante a gestão do prefeito Newton Puppi. A atual lei dos símbolos municipais, que regulamenta o uso da bandeira municipal é vigente desde a mesma época da adoção.

## Descrição
Seu desenho é composto de um retângulo de proporção largura-comprimento de 7:10. A Bandeira de Campo Largo é um retângulo de fundo de blau constituindo-se de quatro faixas colaterais de goles orlados de argente, desde a sua saída a partir de um retângulo de argente com o brasão municipal posicionado no centro.
De acordo com as regras vexilológicas, a bandeira de Campo Largo é reproduzida com as dimensões oficiais que adota-se para a bandeira nacional, sendo considerados sete módulos de altura por dez de comprimento.

## Simbolismo
Cada um dos elementos e cores da bandeira possui um significado próprio:
- Brasão colorido: governo municipal, composto pelos poderes executivo e legislativo, além da comarca.
- Quadrado branco: capital do município.
- Faixas colaterais e cardeais, vermelhas com frisos brancos: o poder municipal, o qual é expandido na totalidade do território municipal.
- Triângulos azuis: propriedades rurais que existiram no território municipal à época da criação da bandeira.

## Protocolo da bandeira apropriado

### Hasteamento, exibição pública e exposição interna
Deve-se hastear a Bandeira de Campo Largo de sol a sol, permitindo-se que seja utilizada à noite, uma vez que seja encontrada em iluminação conveniente; normalmente será hasteada às 8 horas e arriada ás 18 horas.

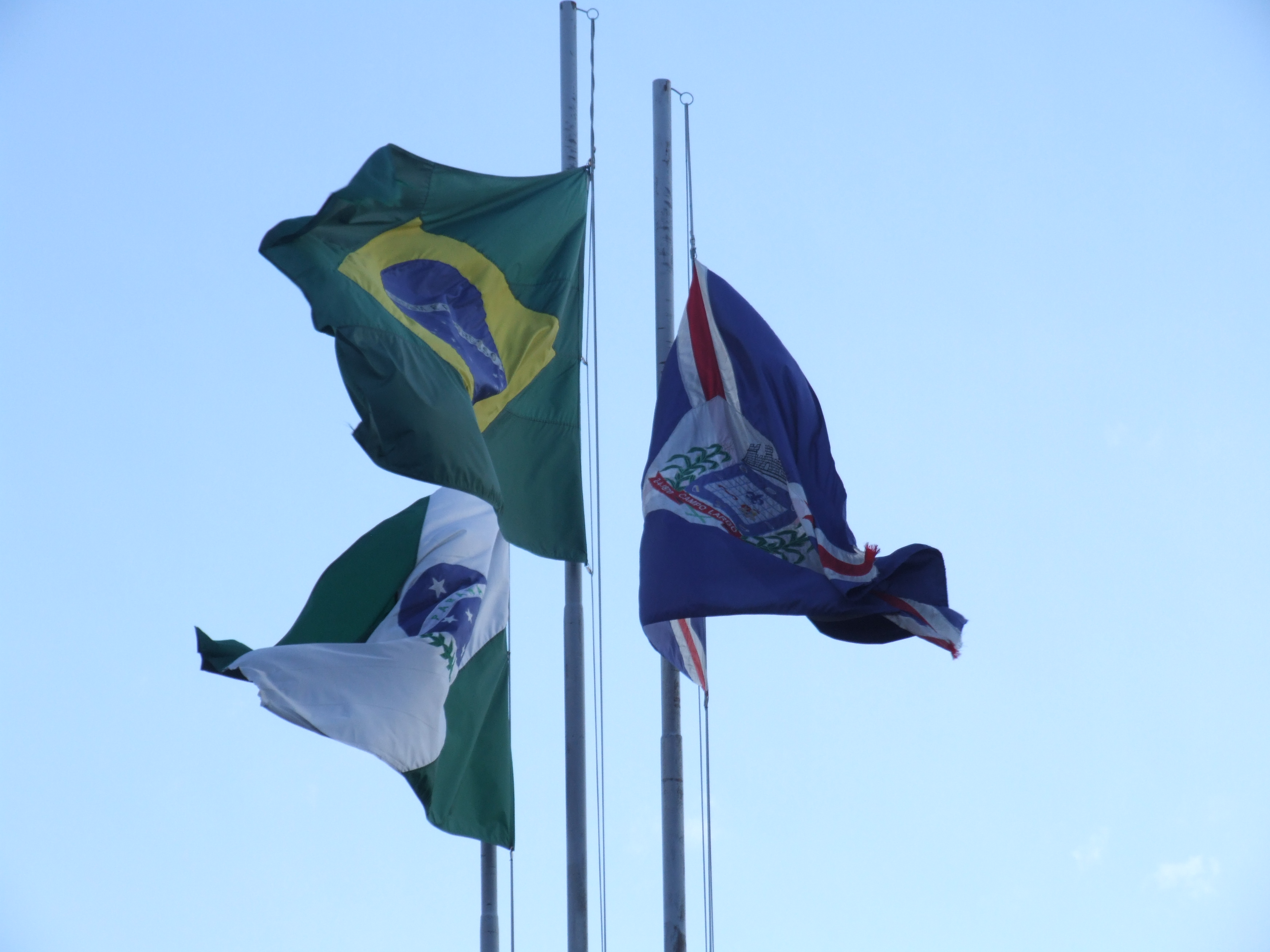
Bandeiras do Brasil, do Paraná e de Campo Largo em frente à Prefeitura Municipal.

Quando hasteia-se a Bandeira de Campo Largo juntamente com a Bandeira do Brasil, será posicionada à esquerda desta; sendo que se for hastear a do Paraná, será posicionada a do Brasil no centro, à direita da de Campo Largo à esquerda e da do Paraná à esquerda, sendo colocada a do Brasil no mastro mais alto às outras.
Quando distende-se a Bandeira de Campo Largo com ausência de mastro, em logradouro público, entre edifícios ou em portas, encompridar-se-à, de maneira que o lado grande do retângulo esteja em sentido paralelo e a coroa mural do brasão, voltando-se para cima.
Quando do seu aparecimento em sala ou salão, por ocasião de reuniões, conferências ou solenidade, distender-se-á a Bandeira de Campo Largo no decorrer da parede, na parte traseira da presidência, ou do local da tribuna, sempre na parte superior da cabeça do respectivo indivíduo que ocupa, sendo observado o hasteamento da bandeira, quando coloca-se o estandarte juntamente com as Bandeiras do Brasil e do Paraná.
Por obrigação, hasteia-se a Bandeira Municipal nas repartições e próprias do município, nas instituições educacionais do governo federal/estadual/municipal e da iniciativa privada, nas instituições privadas de assistência, letras, artes, ciências e desportos, durante nos datas festivos ou luto Municipal, Estadual ou Nacional; todos os dias em frente aos edifícios-sede dos Poderes Legislativo e Executivo do município, isolada em dias de expediente comum, e junto com as Bandeiras do Brasil e do Paraná em dias de festa.

### Meia-haste
Em funeral, para ser hasteada, levar-se-á ao tope do mastro, antes de abaixar-se à meia-haste, e será levantada de novo ao tope, antes de ser arriada, sempre que conduzir-se-á em marcha, indicar-se-á o luto por um laço de crepe preso juntamente à lança. O prefeito determinará o hasteamento da Bandeira de Campo Largo em funeral, não sendo possível, talvez, ocorrer em dias feriados.
Quando coloca-se a Bandeira de Campo Largo na superfície do caixão fúnebre de cidadão que tenha direito de ser homenageado, será colocada a tralha do lado da cabeça do falecido e a coroa mural do brasão à direita, devendo retirar-se a bandeira alguns segundos antes de ser sepultado o chefe morto do executivo municipal.

### Paradas, cerimônias e respeito à bandeira
Nos desfiles, a Bandeira de Campo Largo estará à disposição de uma Guarda de Honra, compondo-se de seis pessoas, presidida por uma porta-bandeira, seguindo-se a testa da coluna quando em isolamento, ou depois das Bandeiras do Brasil e do Paraná quando estas também durante a concorrência ao desfile. Nas instituições educacionais do município, deverá ser mantida a Bandeira Municipal em lugar de honra, quando não hasteia-se, do mesmo modo em procedência com a Bandeira do Brasil ou do Paraná.
Proíbe-se explicitamente que a Bandeira de Campo Largo seja usada para servir como pano de mesa em solenidades, devendo ser obedecida a exposição da bandeira em ambientes fechados. Proíbe-se que seja hasteada a Bandeira de Campo Largo, em locais que os poderes competentes consideram inconvenientes.

### Eliminação
Quando a Bandeira de Campo Largo está em um estado danificado ou sujo, incinerar-se-á de acordo com o que dispõe o Artigo 32, da Lei Federal do Brasil 5700 de 1971, sendo o fato registrado no livro de competência.
Não incinerar-se-á, mas recolher-se-á ao Museu Histórico Municipal, o exemplar da Bandeira, ao qual esteja ligado fato de relevante significação histórica do Município, como no caso da inauguração da primeira Bandeira de Campo Largo depois de ser instituída.